# Йохан фон Изенбург-Гренцау
Йохан Хайнрих фон Изенбург-Гренцау (на немски: Johann Heinrich vpn Isenburg-Grenzau; * 1534; † сл. 15 ноември 1565) е граф и господар на Изенбург в Гренцау.

## Произход
Той е син на Хайнрих фон Изенбург-Гренцау († 1553) и съпругата му графиня Маргарета фон Вертхайм († 1538), дъщеря на граф Георг II фон Вертхайм († 1530) и първата му съпруга графиня Маргарета фон Монфорт († 1561), дъщеря на граф Улрих V фон Монфорт-Тетнанг († 1520) и графиня Магдалена фон Йотинген († 1525). Племенник е на Йохан V фон Изенбург (1507 – 1556), архиепископ и курфюрст на Трир (1547 – 1556).
Брат е на Салентин IX (1532 – 1610), архиепископ и курфюрст на Кьолн (1567 – 1577) и епископ на Падерборн (1574 – 1577), на Анастасия († 1558), омъжена на 28 август 1553 г. за граф Адолф фон Насау-Саарбрюкен (1526 – 1559), и на Маргарета († 1607), абатиса на Св. Урсула, Кьолн (1603 – 1607).

## Фамилия
Йохан се сгодява на 5 декември 1562 г. и се жени на 22 август 1563 г. в Гренцау за графиня Ерика фон Мандершайд-Шлайден († 23 декември 1587), дъщеря на граф Дитрих V фон Мандершайд-Бланкенхайм-Шлайден († 1560) и графиня Ерика фон Валдек-Айзенберг († 1560). Бракът е бездетен.
Вдовицата му Ерика се омъжва на 23 май 1570 г. за генерал Вилхелм фон Бронкхорст, господар на Батенбург-Щайн († 14 юли 1573) и трети път пр. 30 ноември 1584 г. за Вилиам Стуарт († пр. 1605), комендатор на Питенвеем.